# Glesskivig spindling
Glesskivig spindling (Cortinarius hinnuleus) är en svampart som beskrevs av Fr. 1838. Glesskivig spindling ingår i släktet Cortinarius och familjen spindlingar.  Arten är reproducerande i Sverige. Inga underarter finns listade i Catalogue of Life.

## Källor

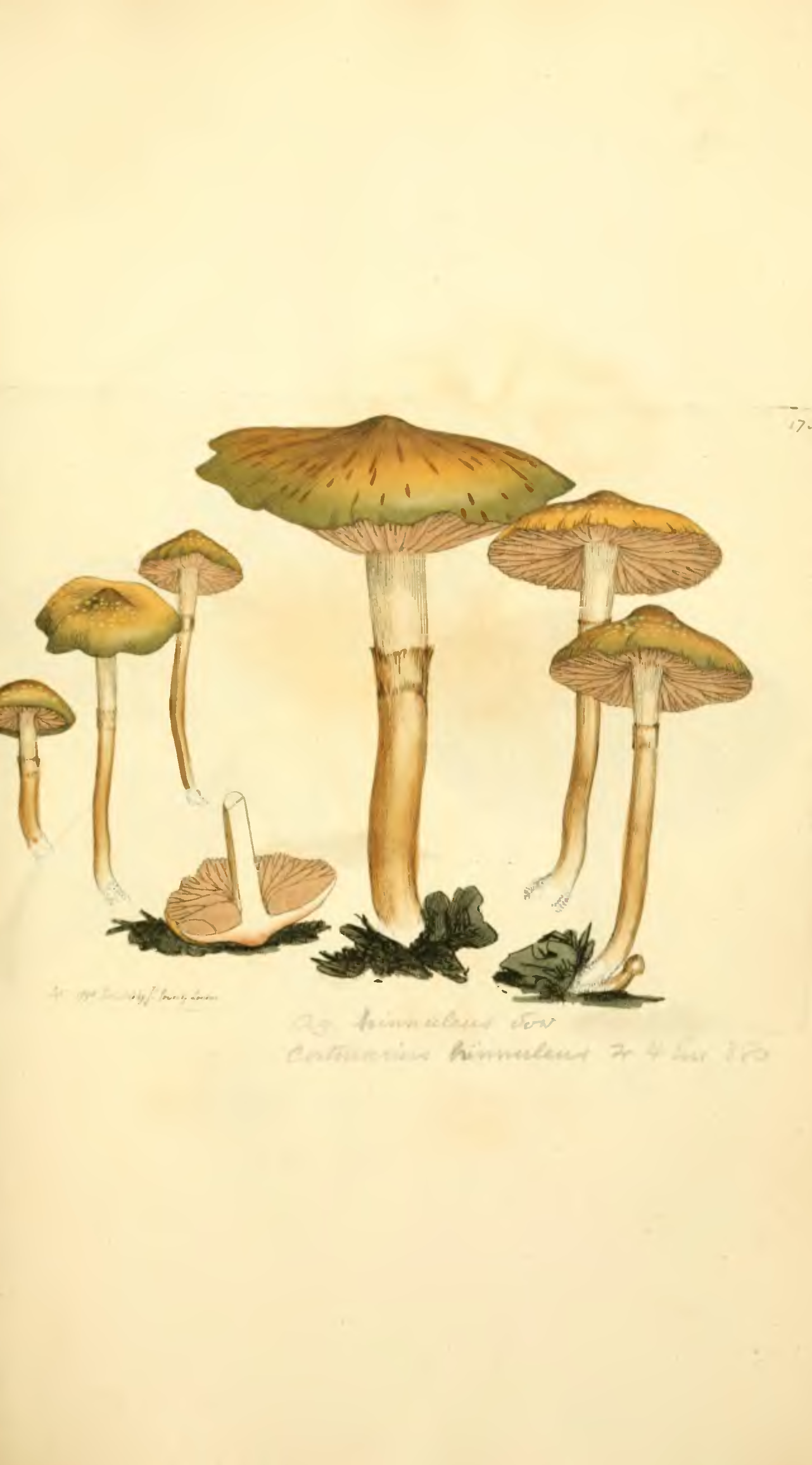
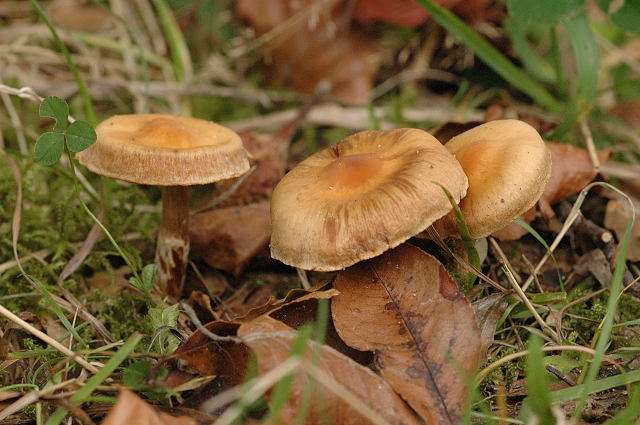
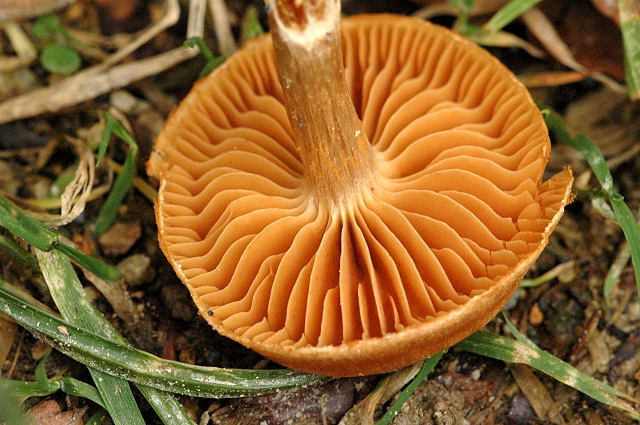
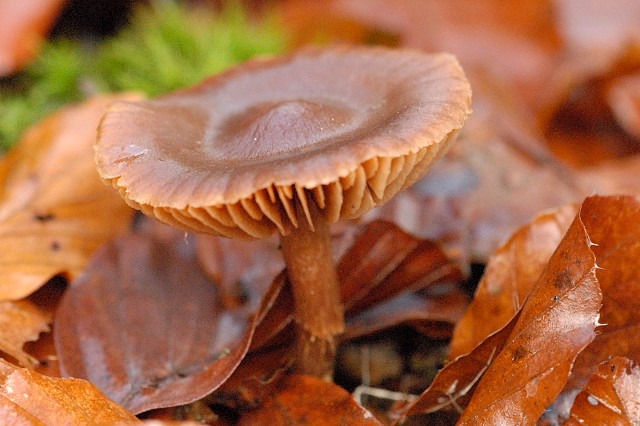